# Boksen op de Middellandse Zeespelen 1955
Boksen is een van de sporten die beoefend werden tijdens de Middellandse Zeespelen 1955 in Barcelona, Spanje. Er waren tien onderdelen, alle voor mannen.

## Uitslagen
| Event   | Goud                   | Zilver                 | Brons                    |
| ------- | ---------------------- | ---------------------- | ------------------------ |
| 51 kg   | Alfredo Burrini        | Miguel Cases Arnal     | Jean Guerraid            |
| 54 kg   | Alphonse Halimi        | Giuseppe Velitti       | Juan-José Hidalgo Zamora |
| 57 kg   | Georges Henny          | Horacio Valero Alvarez | Rodolfo Sinacossi        |
| 60 kg   | Antonio Egea Villegas  | Giacomo Di Casio       | Paul Hunter              |
| 63,5 kg | Hippolyte Annex        | Carlos Lopez Perez     | Teodoro Chiriaco         |
| 67 kg   | Moustafa Darwish       | Franco Scisciani       | Francisco Ortega         |
| 71 kg   | Mohyee El Din Elhamaki | Vicente Ramos          | Manuel Sosa              |
| 75 kg   | Mohamed Mousa Elglaidy | Guglielmo Paulin       | Jacques Dupeney          |
| 81 kg   | Gilbert Chapron        | Luis Fernandez         | Alessandro Ostini        |
| + 81 kg | Giacomo De Persio      | Elbanhawy Hamdi        | Ramon Moncasi            |

## Medailleklassement
| Plaats | Land      | Goud | Zilver | Brons | Totaal |
| 1      | Frankrijk | 4    | 0      | 4     | 8      |
| 2      | Egypte    | 3    | 1      | 0     | 4      |
| 3      | Italië    | 2    | 4      | 3     | 9      |
| 4      | Spanje    | 1    | 5      | 3     | 9      |
| Totaal | Totaal    | 10   | 10     | 10    | 30     |

1951 · 1955 · 1959 · 1963 · 1967 · 1971 · 1975 · 1979 · 1983 · 1987 · 1991 · 1993 · 1997 · 2001 · 2005 · 2009 · 2013 · 2018 · 2022
Atletiek · Basketbal · Boksen · Gewichtheffen · Gymnastiek · Hockey · Paardensport · Roeien · Rolhockey · Rugby · Schermen · Schietsport · Schoonspringen · Voetbal · Waterpolo · Wielersport · Worstelen · Zeilen · Zwemmen